# Wang Zhengjun
Wang Zhengjun (王政君), formellt född i Yuancheng 71 år f.Kr., död 13 e.Kr., var en kinesisk kejsarinna, gift med kejsar Han Yuandi. Hon innehade en viktig ställning under fem kejsare - sin make, sin son, två styvsonsöner, sin styvsonsons brorson - och spelade sedan en viktig roll i sin brorson kejsar Wang Mangs tronbestigning och störtandet av den Västra Handynastin. Under sitt äktenskap hette hon formellt sett kejsarinnan Xiaoyuan (孝元皇后), men är mest känd som änkekejsarinnan Wang. 
Wang Zhengjun är begravd i Weiling tillsammans med kejsar Yuandi.